# Henryk Szaro
Henryk Szaro né le 21 octobre 1900 à Varsovie, et mort fusillé par les nazis le 8 juin 1942 dans le ghetto de Varsovie est un réalisateur et scénariste polonais.

## Biographie
Henryk Szaro est né le 21 octobre 1900 à Varsovie comme Henoch Szapiro, mais il passe sa jeunesse en Russie. Après avoir obtenu son diplôme du lycée de Saratov, Szaro étudie à Petrograd à l'Institut des ingénieurs en communication. Mais il abandonne ses études d'ingénieur pour la scène. (Szaro prétendait ensuite d'avoir fait ses études à Moscou avec Vsevolod Meyerhold).Szaro commence sa carrière d'acteur au début des années 1920 d'abord à Petrograd, puis à Berlin, où il se lie avec le cabaret d'émigrants russes L'Oiseau Bleue. Lorsque le cabaret vient en tournée en Pologne en 1924, Szaro décide de rester dans son pays natal et il devient directeur artistique du théâtre Stańczyk.

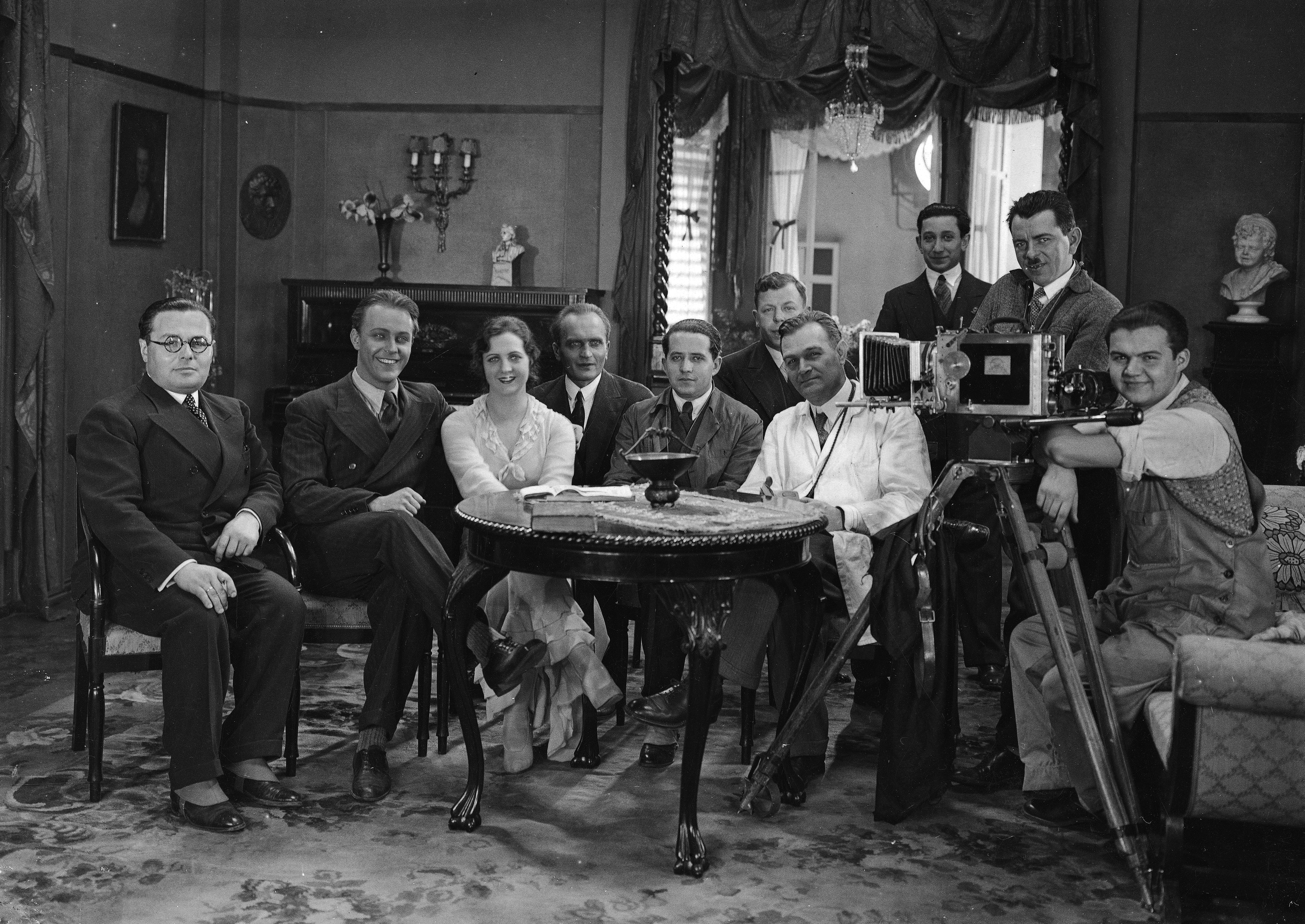
L'équipe du film 1914 : Jadwiga Smosarska, Witold Conti (deuxième à gauche), Henryk Szaro (quatrième à gauche dans le premier rang), producteur Marek Libkow, opérateur Hans Theyer, décorateur Jacek Weinreich

En 1925, il réalise ses deux premiers films : la farce Rivaux et le drame métaphysique yiddish L'un des 36 qui lui ouvrent la porte de la carrière cinématographique. L'adaptation du roman de Stanisław Przybyszewski L'Homme fort en 1928 est son meilleur film, bien accueillie par la critique polonaise et internationale.
Il passe les premières années de la Seconde Guerre mondiale à Vilnius. Après l'attaque du Troisième Reich sur l'URSS, il retourne à Varsovie et vit dans le ghetto, où en août 1942 il est assassiné par les nazis.

## Filmographie

### Réalisateur
- 1939 : Szalona Janka - tournage interrompu par la guerre
- 1939 : Kłamstwo Krystyny
- 1937 : Trójka hultajska
- 1937 : Serment solennel (Ślubowanie)
- 1937 : Ordynat Michorowski
- 1936 : Maître Twardowski (Pan Twardowski)
- 1933 : Dzieje grzechu d'après le roman éponyme de Stefan Żeromski
- 1932 : Rok 1914 (Cœurs ardents)
- 1930 : Sang (Na Sybir)
- 1929 : Un homme fort (Mocny człowiek) d'après le roman éponyme de Stanisław Przybyszewski
- 1928 : Przedwiośnie d'après le roman éponyme de Stefan Żeromski
- 1928 : Dzikuska d'après le roman éponyme d'Irena Zarzycka
- 1927 : Zew morza
- 1926 : Czerwony błazen
- 1925 : L'un des 36 (Der lamedwownik)
- 1925 : Rivaux (Rywale)

### Scénariste
- 1939 : Kłamstwo Krystyny
- 1932 : Cœurs ardents
- 1930 : Sang (Na Sybir)
- 1929 : Mocny człowiek
- 1928 : Dzikuska
- 1926 : Czerwony błazen

### Dialoguiste
- 1939 : Kłamstwo Krystyny